# Абботт, Уильям Луис
Уильям Луис Абботт (англ. William Louis Abbott; 23 февраля 1860 — 2 апреля 1926) — американский врач, путешественник, меценат, натуралист и орнитолог. Он известен своими потрясающими коллекциям биологических экземпляров и этнологических артефактов со всего мира, особенно из Малайского архипелага. Большую часть своих коллекций и 20 % своего состояния он завещал Смитсоновскому институту.

## Экспедиции
Абботт совершил экспедиции и собрал коллекции:
- 1880 — коллекция птиц Айовы и Северной Дакоты
- 1883 — коллекция птиц Кубы и Санто-Доминго
- 1887—89 — Тавета, близ Килиманджаро, в Кении, Восточная Африка
- 1890 — Занзибар, Сейшелы и Мадагаскар
- 1891 — Индия: Балтистан, Карачи, Кашмир и Сринагар
- 1892 — Кашмир, Балтистан, Аден, Сейшелы и Альдабра
- 1893 — Сейшелы, Кашмир, Сринагар, Ладакх, Синьцзян и Восточный Туркестан
- 1894 — восточный Туркестан, Индия и Цейлон, Мадагаскар
- 1895 — Мадагаскар и Кашмир
- 1896 — Малайский полуостров, включая Перак, Пинанг и Транг с посещением Кантона
- 1897 — Транг, Пинанг и Индия
- 1898 — Сингапур и Китай с посещением Тибета[2]
- 1899 — Абботт построил шхуну «Terrapin» и, выбрав Сингапур в качестве отправной точки в течение следующих десяти лет, экстенсивно объехал острова Юго-Восточной Азии и Малайского архипелага, часто в сопровождении Сесила Бодена Клосса (1877—1949). Они посетили архипелаг Мергуи, острова Натуна, Андаманские и Никобарские острова, Бирму, Малайю, Суматру, Борнео, Ниас, Ментавайские острова, остров Энгано, архипелаг Риау и множество островов в Южно-Китайском и Яванском морях.[1]
- 1909 — начало частичной слепоты, вызванной спирохетами, вынудило его продать шхуну «Terrapin» и в значительной степени приостановить сбор в тропиках. После лечения в Германии, с 1910 по 1915 годы, он побывал в Кашмире, ненадолго остановился со своей сестрой в 1914 году для сбора коллекций на Молуккских островах и Целебесе.[1]
- 1916 — Доминиканская Республика
- 1917-18 — Гаити, где он перенёс почти фатальный приступ дизентерии
- 1919-23 — Эспаньола

В честь Абботта названы многочисленные виды животных, такие как например гоноцефал Абботта (Gonocephalus abbotti), сейшельский дневной геккон (Phelsuma abbotti), олуша Абботта (Papasula abbotti), короткохвостый скворец Абботта (Cinnyricinclus femoralis), целебесский сорокопутовый личинкоед (Coracina abbotti), а также древовидный папоротник с Гаити Cyathea abbottii.